# الحارث بن نبهان
الحارث بن نبهان هو من صحابة الحسين بن علي، استُشهد في معركة كربلاء.

## السيرة
كان والده نبهان مولًى لحمزة بن عبد المطلب. كان نبهان فارسًا شجاعًا تُوفي بعد استشهاد حمزة بسنتين. فاعتنى علي بن أبي طالب بالحارث، لذلك كان الحارث من خُلص أصحاب علي بن أبي طالب ثم صحب الحسن بن علي. ورافق الحسين بن علي إلى كربلاء واستُشهد في أول هجوم لجيش عمر بن سعد.
وهذا الحارث بن نبهان غير الحارث بن نبهان البصري الذي كان ناقلًا للحديث.